# Eleições presidenciais na Nicarágua em 2001
Eleições gerais foram realizadas na Nicarágua em 4 de novembro de 2001. Enrique Bolaños, do Partido Liberal Constitucionalista, foi eleito presidente, com Daniel Ortega perdendo sua terceira eleição presidencial consecutiva. O Partido Liberal Constitucionalista também venceu as eleições parlamentares, recebendo mais da metade dos votos e 52 dos 92 assentos.

## Resultados

### Presidente
| Candidato                            | Partido                                  | Votos     | %      |
| ------------------------------------ | ---------------------------------------- | --------- | ------ |
| Enrique Bolaños                      | Partido Liberal Constitucionalista       | 1,228,412 | 56.31  |
| Daniel Ortega                        | Frente Sandinista de Libertação Nacional | 922,436   | 42.28  |
| Alberto Saborío                      | Partido Conservador                      | 30,670    | 1.41   |
| Total                                | Total                                    | 2,181,518 | 100.00 |
|                                      |                                          |           |        |
| Eleitores registrados/comparecimento | Eleitores registrados/comparecimento     | 2,980,641 | 73.19  |
| Fonte: IPADE, La Nacion              |                                          |           |        |

### Assembleia Nacional
| Partido                                     | Nacional  | Nacional | Nacional | Departamental | Departamental | Departamental | Total |
| Partido                                     | Votos     | %        | Assentos | Votos         | %             | Assentos      | Total |
| ------------------------------------------- | --------- | -------- | -------- | ------------- | ------------- | ------------- | ----- |
| Partido Liberal Constitucionalista          | 1,144,182 | 53.23    | 11       | 1,132,876     | 52.60         | 41            | 52    |
| Frente Sandinista de Libertação Nacional    | 905,589   | 42.13    | 9        | 901,254       | 41.84         | 28            | 37    |
| Partido Conservador                         | 99,673    | 4.64     | 0        | 105,130       | 4.88          | 1             | 1     |
| YATAMA                                      |           |          |          | 11,139        | 0.52          | 0             | 0     |
| Partido Multiétnico para a Unidade Costeira |           |          |          | 3,520         | 0.16          | 0             | 0     |
| Membros especiais                           |           |          |          |               |               |               | 2     |
| Total                                       | 2,149,444 | 100.00   | 20       | 2,153,919     | 100.00        | 70            | 92    |
|                                             |           |          |          |               |               |               |       |
| Fonte: IRI                                  |           |          |          |               |               |               |       |